# Vladimir Zworykin
Vladimir Kozmich Zworykin (em russo:  Владимир Козьмич Зворыкин; Murom, 17 de julhojul./ 29 de julho de 1888greg. — Princeton, 29 de julho de 1982) foi um inventor e engenheiro russo-americano, pioneiro da tecnologia da televisão.

## Biografia

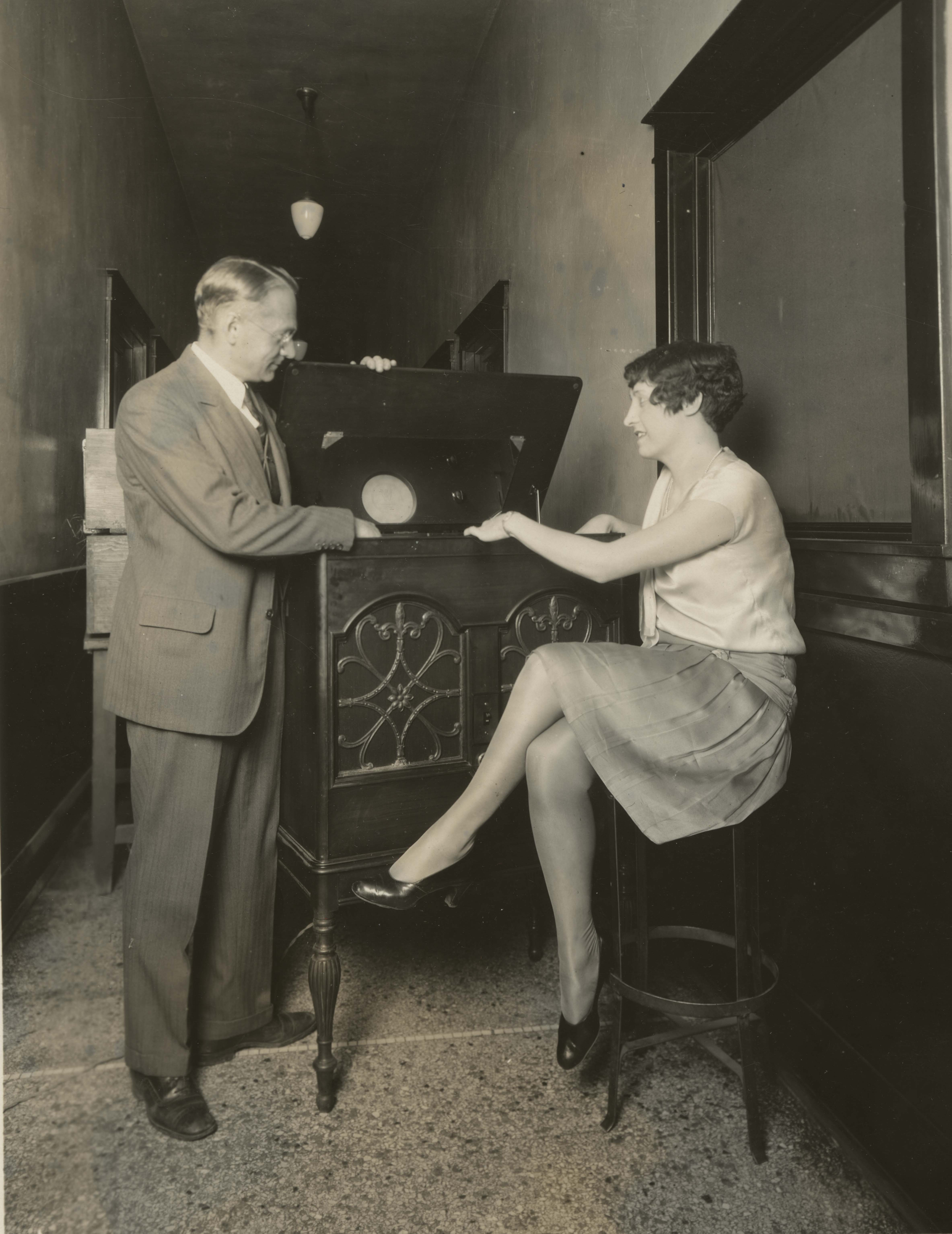
Zworykin demonstra a televisão eletrônica, década de 1930.

Estudou Engenharia Eletrotécnica em 1912 no Instituto de Tecnologia de São Petersburgo, onde teve a possibilidade de trabalhar nos estudos de projeção de imagens a distância realizadas por Boris Rosing, utilizando os aparelhos de P. G. Nipkow. Depois da láurea, Zworykin foi admitido no Collège de France, onde estudou a tecnologia do raio x sob a orientação de Lengevin. Retornou à Rússia no princípio da Primeira Guerra Mundial, tendo servido ao exército por dois anos como oficial do Corpo de Telecomunicações. Imigrou para os Estados Unidos em 1919 e ano de 1920 foi admitido no Laboratório de pesquisas da Westinghouse para trabalhar em tubos de vácuo e em células fotoelétricas. No ano de 1923, Zworykin voltou a realizar pesquisas e estudos em Física na Universidade de Pittsburgh (Pensilvânia), laureando-se no ano de 1926, com uma tese sobre o Desenvolvimento das Células Fotoelétricas.
Em 1924 Zworykin conseguiu patentear o seu iconoscópio, um aparelho que seria essencial para a invenção do televisor. O iconoscópio foi, segundo a explicação de Zworykin, uma reprodução eletrônica do olho humano. Além dessas descobertas, Zworykin colaborou com o matemático John von Neumann num projeto de computador destinado a previsões meteorológicas. 